# 茶草场农法
茶草场农法（日语：茶草場農法，Chagusaba Method）是起源于日本静冈县的传统茶园生态耕作方式，结合人工种植茶树与周边自然草地共生，通过割草、铺草等方式提升土壤质量和茶叶风味。该方法已被联合国粮农组织（FAO）于2013年列入“全球重要农业文化遗产系统”（GIAHS）之一。

## 方法概述
茶草场农法强调将茶园与周围草地协同管理。农民会在茶园附近种植或保留原生草种（如芒草〈Miscanthus sinensis〉、竹叶草〈Sasa spp.〉等），定期收割并晒干后，将其作为覆盖物铺在茶树行间，以改善茶园生态环境
。

## 功能与生态效益
茶草覆盖有以下功能：
- 增加土壤有机质与微生物活性；
- 提升地温、减少杂草、抑制病虫害；
- 保持春季湿度，有利新芽萌发；
- 提升 L-茶氨酸含量，降低儿茶素比例，增强鲜味；
- 增强生态系统多样性。

研究指出，茶草覆盖可提升 L-茶氨酸含量并降低苦涩物质，有利于制作高等级抹茶。

## 地域特色
该农法主要分布于静冈县掛川市及周边高地（如大林高原），尤以大井川以西的雾气山坡为代表。当地茶农世代维持此农法，如大塚製茶园等保有完整的茶草循环系统。

## 对抹茶生产的影响
茶草覆盖改善土壤结构，使遮阴（kabuse）种植效果更稳定，有助于生产高等级一番茶原料（Tencha）。茶草暖化早春土壤，使茶树在遮光阶段保持更好生理状态，有助于提升氨基酸与叶绿素含量，减弱苦涩，增强颜色。

## 可持续发展与文化价值
该农法兼顾传统与生态，在现代农业机械化趋势下仍保留人力维护体系。其低农药、低肥料的自然循环方式，被认为是应对气候变化与土壤退化的农业智慧之一。
农户报告使用茶草场农法可降低 30–50% 肥料使用量，茶园病虫害发生率降低，且在全国茶竞赛中更频繁获得高分。

## 国际认定
2013年，联合国粮农组织将静冈县的茶草场农法认定为“全球重要农业文化遗产系统”（GIAHS），其理由包括：
- 人与自然共生；
- 世代传承的知识体系；
- 对生态多样性与土壤可持续性有显著贡献[6]。